# Claudia Wenger
Claudia Wenger (* 6. Mai 2001 in Steyr) ist eine österreichische Fußballspielerin.

## Karriere

### Vereine
Claudia Wenger startete ihre sportliche Laufbahn 2008 beim USV St. Ulrich in St. Ulrich bei Steyr. Ab 2016 spielte sie bei Union Kleinmünchen Linz, 2018 wechselte sie zum USV Neulengbach. Mit dem SKN St. Pölten spielt sie in der Planet Pure Frauen Bundesliga und qualifizierte sie sich unter Trainerin Liése Brancão  für die Gruppenphase der UEFA Women’s Champions League der Saison 2022/23. In St. Pölten besuchte sie die Frauen-Akademie des Österreichischen Fußball-Bundes (ÖFB). Anfang 2023 wurde ihr Vertrag beim SKN St. Pölten bis 2025 verlängert. Mitte 2025 wechselte sie gemeinsam mit Klubkollegin Valentina Mädl zu Bayer 04 Leverkusen, wo sie einen Vertrag bis zum 30. Juni 2027 erhielt.

### Nationalmannschaft
Wenger absolvierte Einsätze in den U16-, U17- und U19-Nationalteams. Von ÖFB-Teamchefin Irene Fuhrmann wurde sie erstmals für zwei Länderspiele im November 2022 gegen Italien und die Slowakei in die A-Nationalmannschaft einberufen, nachdem Jasmin Eder ihre Karriere in der Nationalmannschaft beendet hatte. Ihr Debüt im österreichischen Frauen-A-Team gab sie am 15. November 2022 beim 3:0-Sieg gegen die Slowakei.

## Erfolge
- Österreichischer Cup-Sieger 2024